# Styloniscus magellanicus
Styloniscus magellanicus là một loài chân đều trong họ Styloniscidae. Loài này được Dana miêu tả khoa học năm 1853.